# Park Chan-wook
Park Chan-wook  (koreansk: 박 찬욱, født 23. august 1963 i Jecheon i Nord-Chungcheong i Sydkorea) er en sydkoreansk filminstruktør og manuskriptforfatter. 

## Filmografi
- The Handmaiden (2016)
- Snowpiercer (2013)
- Stoker (2013)
- Thirst (2009)
- Lady Vengeance (2005)
- Three Extremes (2004)
- Oldboy (2003)
- Sympathy For Mr. Vengeance (2002)
- Joint Security Area (2000)